# 名古屋銀行
名古屋銀行是日本地方银行协会旗下的银行，总部在爱知县。这也让名古屋银行在爱知的市场份额仅次于東海銀行（现三菱日联银行），并在所有第二地区银行中仅次于北太平洋银行和京叶银行，位列市场份额第三。
名古屋银行在岐阜县、静冈县、东京、大阪和爱知县都设有商店。在海外，它中国南通设有分公司，在上海也设有代表处 。除此之外，他们与十六银行、百五银行也存在合作关系，并且连同爱知银行、中京银行这5家银行的ATM彼此之间业务相互支持。

## 历史演变
1949年（昭和24年）2月，在爱知县冈崎市成立无尽协和产业株式会社。同年12月，公司名称变更为名古屋产业无尽有限公司。
1951年（昭和26年）5月10日，改制并更名为名古屋互助银行有限公司。
1961年（昭和36年）10月，在名古屋证券交易所二部上市。
1963年（昭和38年）4月，搬迁至现在的总公司地址。同年8月，在名古屋证券交易所一部上市。
1973年（昭和48年）10月，所有存款网点的在线系统完成。
1976年（昭和51年）4月，第二个综合在线系统投入使用。
1985年（昭和60年）1月，第三个综合在线系统投入使用。
1986年（昭和63年）9月，在中国江苏南通设立南通代表处。
1988年（昭和63年）11月- 在东京证券交易所一部上市。
1989年（平成元年）2月，改制为通常银行，随后更名为名古屋银行株式会社。
1995年（平成7年）4月，在中国上海设立上海代表处。
2000年（平成12年）7月，与十六银行达成业务联盟协议。
2001年（平成13年）6月，将岐阜县的3个网点与爱知县4个网点的业务转移到十六银行。
2004年（平成16年）1月1日，新的网上系统投入投入使用。
2008年（平成20年）4月，富山第一银子接管名古屋分公司的业务。
2009年（平成21年）4月，在名古屋银行成立60周年之际，推出新的企业识别logo （VI）。更新以行名标志和图像颜色为中心，并按顺序更改商店布局 。
2011年（平成23年）9月，在中国江苏省南通市创立分公司。
2015年（平成27年）1月，开设网上分行，开始受理网络银行服务。
2018年（平成30年）3月，与PR TIMES宣布确立合作关系，打开了商业市场 。
2019年（令和元年）10月，建立了汽车产业研究室 。
2020年（令和2年）4月，成立了子公司“名古屋资本搭档”  。
2021年（令和3年）4月，第二家区域性银行取得首张信托业务兼营牌照，开始营业 同年9月，与爱知银行合并爱知县内共29台店外ATM。合并之后的ATM运营将外包给E-net 。

## 历代领导
| 青少年 | 全名       | 时期      | 评论                                                          |
| ------ | ---------- | --------- | ------------------------------------------------------------- |
| 1      | 加藤和摩   | 1989-2006 | 1982-1989年任名古屋相互银行行长；随后任第二届地区银行协会主席 |
| 2      | 柳濑由纪夫 | 2006-2013 | 第二届地区银行协会主席                                        |
| 3      | 中村正博   | 2013-2017 |                                                               |
| 四     | 藤原一郎   | 2017-     | 第二届地区银行协会主席                                        |

## 关联公司
- 名古屋租赁株式会社
- 名古屋商务服务株式会社
- 名古屋信用卡株式会社
- 名古屋 MC Card Co., Ltd.
- 名古屋资本合伙公司